# Florence Hope Luscomb

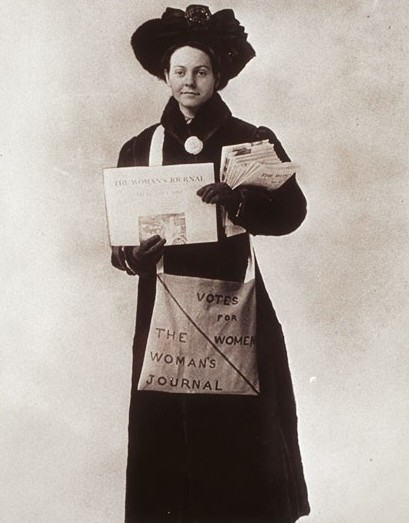
Florence Luscomb beim Verkaufen von Zeitungen

Florence Hope Luscomb (geboren am 6. Februar 1887 in Lowell; gestorben am 13. Oktober 1985 in Watertown) war eine amerikanische Suffragette und Architektin aus Massachusetts. Sie gehörte zu den ersten zehn Absolventinnen  des MIT und war bis zum Ersten Weltkrieg Partnerin in einem Architekturbüro in Boston. Danach widmete sie sich der Suffragetten-Bewegung und wurde eine deren bekannteren Anführerinnen in Massachusetts.

## Leben
Luscomb wurde als Tochter eines Künstlers und einer Suffragette und Frauenrechtlerin geboren. Ihre Eltern trennten sich in ihrem zweiten Lebensjahr. Der Bruder lebte beim Vater, ihre Mutter ging mit Florence nach Boston. Dort begleitete sie ihre Mutter zu Veranstaltungen der Suffragetten und hörte dabei unter anderem Susan B. Anthony. Sie wurde selbst zu einer überzeugten Suffragette und verkaufte unter anderem eine die Suffragettenbewegung unterstützende Zeitung auf der Straße.

## Ausbildung und Tätigkeit als Architektin
Ihr Architekturstudium am MIT schloss sie als eine der ersten zehn Frauen, die dort absolvierten, ab. Zu dieser Zeit sahen sich Frauen deutlichen Behinderungen beim Studium ausgesetzt. Lowell musste bei zwölf Firmen anfragen, ehe sie die nach ihrem zweiten Studienjahr erforderliche Praktikumsstelle erhielt. Nach ihrem Abschluss trat sie eine Stelle in der Firma von Ida Annah Ryan an, die ihrerseits die sechste Architekturabsolventin des MIT war. Luscombe wurde später Partnerin in der Firma von Ryan. Diese teilte Luscombs Ansichten zum Thema Suffragetten und ermöglichte dieser, ihre Arbeitszeit so flexibel einzuteilen, das sie nebenher als Suffragette aktiv sein konnte. Während dieser Zeit war Luscomb bei der Organisation verschiedener Veranstaltungen tätig. Während der Debatte um die Erweiterung der Verfassung von Massachusetts um einen Suffrage-Artikel hielt Luscomb 200 Reden in 14 Wochen. Ab 1916 setzte sie ihr Studium an der neugegründeten Cambridge School of Architecture and Landscape Architecture fort. Zusätzlich zu ihrer Partnerschaft mit Ryan arbeitete sie mit dem ortsansässigen Architekten Henry Atherton Frost sowie dem Landschaftsarchitekten Bremer Whidden Pond zusammen, doch der Eintritt der Vereinigten Staaten in den Ersten Weltkrieg im Jahr 1917 ließ Bautätigkeiten stark zurückgehen, und ihre Karriere als Architektin kam zum Erliegen.

## Tätigkeit als Aktivistin
Sie übernahm eine Stelle als Sekretärin der Geschäftsleitung der Boston Equal Suffrage Association for Good Government und arbeitete ferner für verschiedene andere Organisationen in der Gegend von Boston, darunter die Bostoner Abteilungen der League of Women Voters, deren Gründungsmitglied sie nach der Einführung des Frauenwahlrechtes war, der Women's International League for Peace and Freedom sowie Organisationen, die sich Gefängnisreformen und Arbeitssicherheit widmeten. Daneben half Luscomb bei der Gründung eines Ortsbüros der United Office and Professional Workers of America und war als Freiwillige bei den Ortsverbänden von NAACP und der ACLU tätig. Ab 1911 betrachtete sie sich als Weltbürgerin und besuchte Konferenzen in Europa und Asien. Dabei behielt sie bewusst ihre Yankee-Wertvorstellungen bei.
Nach dem Tod ihrer Mutter im Jahr 1933 erbte Luscomb genug Geld, um sich ganz dem Aktivismus widmen zu können. Sie bewarb sich viermal um verschiedene öffentliche Ämter, jedoch mehr um ihre Anliegen bekannter zu machen denn zu gewinnen. Mit ihrer ersten Bewerbung, im Jahr 1922 für einen Sitz im Stadtrat von Boston, wäre sie beinahe erfolgreich gewesen,  hätte sie dennoch beinahe gewonnen. Die Kampagnen für einen Sitz im Kongress in den Jahren 1936 und 1950 sowie die Bewerbung als Gouverneur von Massachusetts im Jahr 1952 waren dagegen Protestaktionen. Als überzeugte Gegnerin von McCarthy wurde sie vor ein kommunistische Aktivitäten untersuchendes Komitee geladen. Sie schrieb ein frühes Pamphlet gegen den Vietnamkrieg und riet später den Gründerinnen der amerikanischen Feministenbewegung, arme sowie farbige Frauen einzuschließen.
Als studierte Architektin gestaltete sie ihr eigenes Sommerhaus, gelegen in Tamworth, wo sie vom Zweiten Weltkrieg bis nach 1970 ihre Sommer verbrachte und sich im Appalachian Mountain Club betätigte. Ansonsten lebte sie nach dem Tod ihrer Mutter in verschiedenen kooperativ organisierten Häusern, zuletzt in Cambridge, ehe sie 1980 in ein Wohnheim in Watertown umzog. Dort starb sie im Alter von 98 Jahren im Oktober des Jahres 1985.

## Ehrungen
Im Massachusetts State House befinden sich zur Erinnerung an sechs Aktivistinnen sechs Erinnerungstafeln. Diese wurden 1999 angebracht und bestehen aus jeweils einem Marmorpaneel, das eine Büste der betreffenden Frau sowie zwei Zitate derselben aufweist. Neben Luscomb sind die Geehrten Dorothea Dix, Mary Kenney O’Sullivan, Josephine St. Pierre Ruffin, Sarah Parker Remond und Lucy Stone.
Luscomb und Emily Greene Balch ist eine Station auf dem Boston Women's Heritage Trail gewidmet.